# フランシスコ・ロペス・コンタルド
フランシスコ・“チャレコ”・ロペス・コンタルド（Francisco "Chaleco" López Contardo、1975年9月15日 - ）はチリのオフロードレーサー。

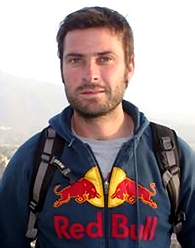
2007年

2006年のFIMクロスカントリーラリー世界選手権450ccクラス王者、2001・2003年のISDE（国際6日間エンデューロ)金メダリスト。2022年グループT3選手権王者。
ダカール・ラリーのグループT3/T4（SSVのプロトタイプ/市販車）部門で合わせて3度の総合優勝を達成している。また二輪でも表彰台を複数獲得した。

## 概要

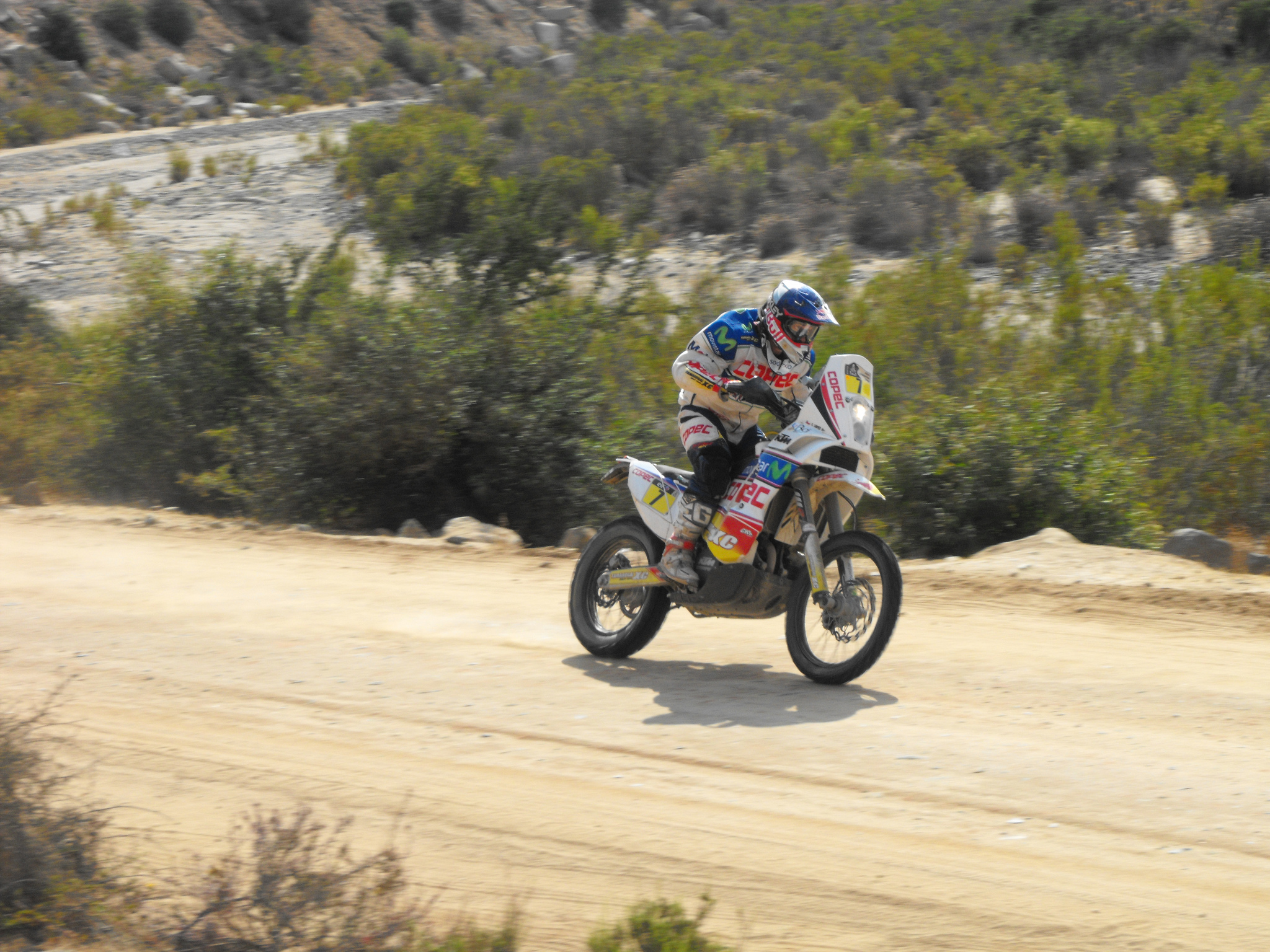
2013年ダカール

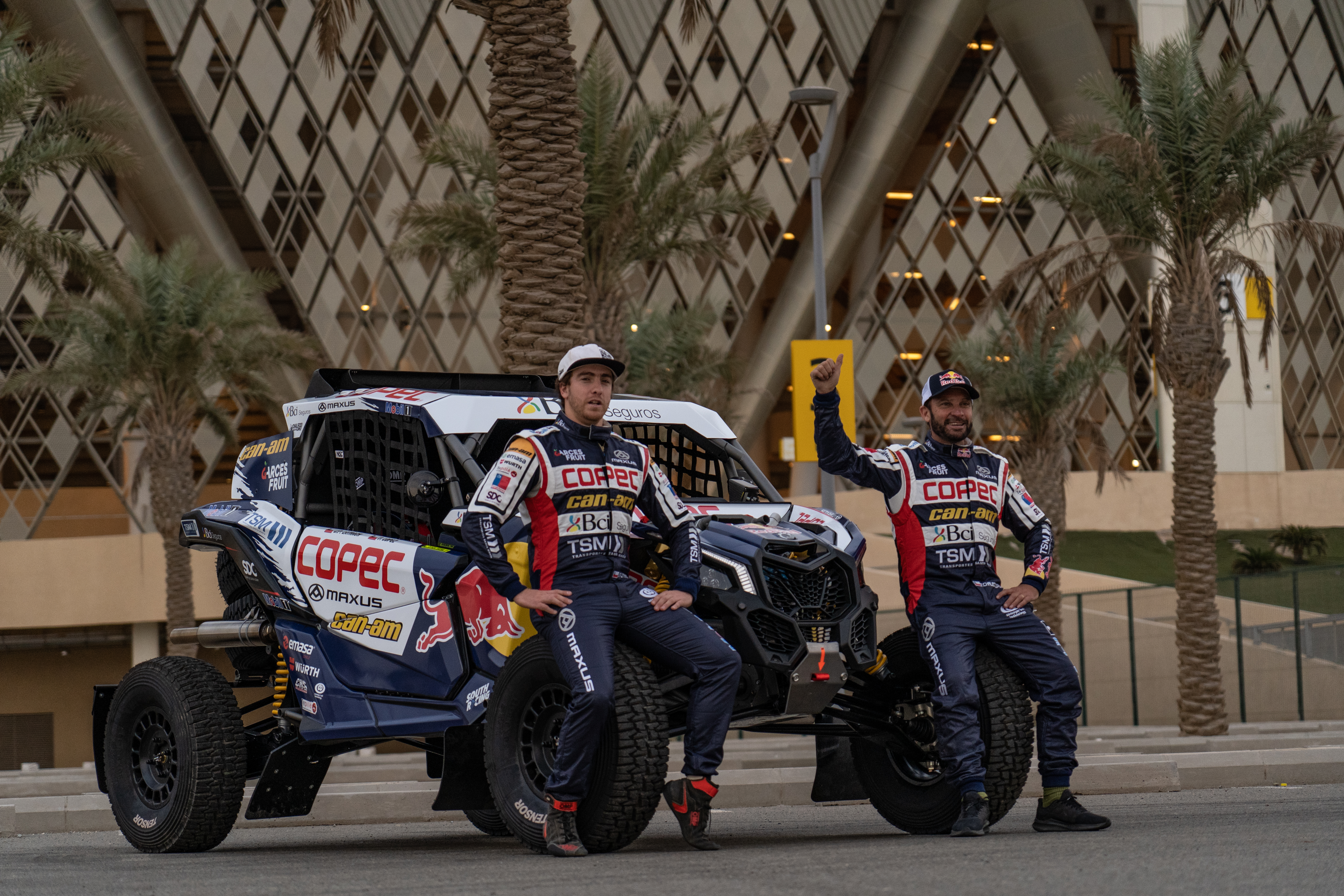
2022年ダカール（左がロペス）

チリ南部中央地域のクリコで生まれた。父は3回国内モトクロスチャンピオンとなったレナト・ロペスで、4歳からバイクに乗り始めた。彼は母の編んだベスト（チョッキ）を着ていたので、スペイン語でベストを指す「チャレコ」のあだ名をつけられた。
1989年にラテンアメリカ・モトクロス選手権85ccクラスで優勝し、ホンダのワークスライダーとなった。以降も国内のモトクロスで各クラスでタイトルを連覇し、2001年にはフランスで行われた国際6日間エンデューロ（ISDE）で初めてチリ人として金メダルを獲得。2003年のブラジル大会でも金メダルを得て、ジャーナリストたちにより年間最優秀ライダーに選ばれた。
2005年のポル・ラン・パンパスのイベントでラリーレイドデビューし、ステージ優勝してこの分野での才能を示した。翌2006年にホンダでFIMクロスカントリーラリー世界選手権の450ccクラス王者となり、2007年にダカール・ラリーにデビュー（リタイア）。同年半ばにKTMのワークスチーム入りを果たし、3度表彰台を獲得してダカール・シリーズと世界選手権のチームタイトル防衛に貢献した。2008年のダカール・ラリーが中止となった際の代替イベントであるセントラル・ヨーロッパ・ラリーでも2位となった。
2009年ダカールで初のステージ優勝を果たした。同年9月にアプリリアのプロトタイプマシン開発の協力依頼に応じ、10月のファラオ・ラリーから移籍し、RXV・450のテストを行った。これが結実して2010年はアプリリアでステージ3勝を挙げて総合3位を獲得し、当時の2大巨頭シリル・デプレ/マルク・コマに迫った。また南米開催でもあったため、地元ファンを沸かせた。同年チュニジア・ラリーでは総合優勝（世界選手権対象のアフリカイベントで初の総合優勝を果たした南米人となった）、ラリー・エジプトでは総合2位・450ccクラス1位となった。
2011年ダカールも総合3位を走行していたが、終盤にリアサスペンションの故障で4位となってしまった。前年優勝したチュニジア・ラリーでは、危うく命を落としかけるほどの大事故に見舞われ、リハビリを余儀なくされた。
2012年ダカールは膝の負傷の悪化によりステージ7でリタイアしている。
2013年はアプリリアが撤退したためプライベーターとしてKTMを駆り、再び3位表彰台を獲得した。
2014年は序盤に2度ステージ2位となったが、クラッシュでリタイアした。二輪での出場はこれが最後で、7回の出場で2度の表彰台と11のステージ勝利を記録した。。
2015年からラリーに参戦し始め、R2（現在のRally4）での国内選手権にエントリーした。2018年にはR5（現在のRally2）にステップアップした。この間ダカールには参戦していなかった。
2019年ペルー一国開催となったダカールで、少し前から乗っていたSSV（サイド・バイ・サイド・ビークル）でT4（市販SSV）部門から復帰。いきなり初となる部門優勝を果たした。ここからロペスはSSV系のカテゴリに専念するようになる。
2020年ダカールはマシントラブルにより後退したが、それでもステージ2勝で総合3位でフィニッシュした。
2021年ダカールは軽量プロトタイプ部門（T3）に出場。第6ステージで首位を奪取後マシントラブルにより後退したが、ステージ9で首位を奪還。ステージ5勝を挙げて、2位に17分の差をつけて2度目の、そして異なる2つ目の部門勝利を飾った。またこれにより南米とサウジアラビアの両方の開催でダカールを制覇した選手の一人となった。
2022年は勝利の目がなくなったセス・キンテロが大暴れした影響もあるが、一度もステージ勝利することなく部門優勝を果たした。またこの年開幕したW2RC（世界ラリーレイド選手権）の軽量プロトタイプ部門では初代王者となった。
2023年ダカールは総合5位に終わっている。四輪転向後のダカールで初めて表彰台を逃したが、5年連続でのトップ5フィニッシュを守った。
同じくチリ人で3度クアッド部門制覇を果たしたイグナシオ・カサーレとは一緒にトレーニングをする仲である。